# Unionville, Tennessee
Unionville är en ort i Bedford County i delstaten Tennessee, USA.